# Doór Ferenc
Doór Ferenc (Petrilla, 1918. június 14. – Budapest,
2015. július 10.) magyar festő-grafikus, „A Duna és Szentendre szerelmese”.

## Élete
Az erdélyi Petrillán született 1918. június 14-én. 1938–1941 között a Képzőművészeti Főiskolán tanult Budapesten Szőnyi István keze alatt. A második világháború után három évig szovjet hadifogságban volt Szibéria egyik gulagján. Szabadulása után, 1949-ben befejezte főiskolai tanulmányait, és Szőnyi tanársegédjeként belefolyt a magyar művészeti életbe. 1957-ben felvették a Művészeti Alap tagjai sorába.
Dunaföldváron élt sokáig első feleségével, Doór Ágnes (születési nevén: Wachsmann Ágnes) írónővel és 10 gyermekével, majd később Budapestre költöztek.  Több gyermeke és unokája is művészeti irányban tevékenykedett, vagy tevékenykedik ma is. 
Nagybányai festőiskolai hagyományokon alapuló festészetében természeti és emberalakos témákat dolgozott fel élénk színekkel, erős fény-árnyék kontraszttal. Olaj- és vízfestményein a fény és colorit a meghatározó kifejezőeszközök.
Ahogyan magáról vallja: „munkámmal igyekeztem hűen követni művészeti elképzeléseimet – megörökíteni a mindennapok életképeiben rejlő szépséget -, emberi sorsok apró örömét és bánatát, korunkat s a változást, egy-egy táj jellegzetes időtlen hangulatát”.
A Nyírő Gyula kórházban, 97 évesen hunyt el.

## Kiállítások
Számos tárlaton szerepelt Magyarországon és a környező országokban. Évtizedekig alkotott Szentendrén és Szigliget, Kecskemét, Hódmezővásárhely és Mártély alkotótáboraiban.
Az 1950-es években a Műcsarnokban, majd az ország sok bemutatóhelyén állított ki.

### Egyéni
- 1959 • Fényes Adolf Terem, Budapest
- 1965, 1971, 1983 • Derkovits Terem, Budapest
- 1974 • Zalaegerszeg
- 1979 • Nyíregyháza
- 1975, 1976 • Galleria Antelami, Bologna
- 1972 • Galerie Glaub, Köln
- 1975, 1978 • Parma (Olaszország)
- 1990 • Csók Galéria, Budapest
- 1993 • Művelődési Ház, Dunaföldvár

### Csoportos
- A Műcsarnok országos tárlatai
- Műcsarnok, Budapest
- Vásárhelyi Őszi Tárlatok, Hódmezővásárhely
- Szegedi Nyári Tárlatok
- Hatvani Biennálék
- Humor és karikatúra, Gabrovo

## Művei fellelhetők
- Magyar Nemzeti Galéria, Budapest
- Déri Múzeum, Debrecen
- Sárospataki Múzeum, Sárospatak
- Gabrovo
- Plovdiv
- Szozopol, Bulgária

## Elismerései
- 2011-ben elnyerte a Magyar Arany Érdemkeresztet.